# メリミー!!
メリミー!!は、RAG FAIRが2009年6月24日にリリースした19枚目のシングル。

## 概要
- ウェディング・ソング。 前作から約8ヶ月ぶりのシングル。
- 初回盤にはPVと特典映像が収録されたDVDが付いている。
- ジャケットにはフォーリンラブのバービーが起用されている。
- PVの撮影は結婚式場で行われ、一発撮りである。また、付属のDVDでそのメイキングを確認することが出来る。

## 収録曲
1. メリミー!! (4:52)
（作詞：山田ひろし / 作曲・編曲：酒井ミキオ / コーラスアレンジ：光田健一）
2. 全員がヒーロー (3:57)
（作詞・作曲：土屋礼央 / 編曲：光田健一）
3. My Sharona (4:14)
（作詞・作曲：Berton Averre・Douglas Fieger / 編曲：幾見雅博）

## タイアップ
- フジテレビ系「ウチくる!?」エンディング・テーマ(#1)
- ゼンショー「すき家」CMソング(#1)
- 「埼玉西武ライオンズ」サポート・ソング(#2)
- 「NACK5 SATURDAY&SUNDAY LIONS」エンディングテーマ(#2)